# دونالد أنتريم
دونالد أنتريم (بالإنجليزية: Donald Antrim)‏ (16 سبتمبر 1958، نيويورك في الولايات المتحدة)؛ كاتب وروائي أمريكي. درس في جامعة براون.

## الجوائز
- زمالة غوغنهايم